# 1er régiment de cavalerie de la garde
Le 1er régiment de cavalerie de la garde (en portugais : 1.º Regimento de Cavalaria de Guardas ; 1º RCG) surnommés les Dragons de l'indépendance, est une unité de l'armée brésilienne dont la mission principale est de protéger les institutions du Brésil. Il s'agit d'un régiment d'honneur à cheval à l'instar de la Garde républicaine ou de la Life Guards.

## Historique
L'actuel 1er régiment de cavalerie de la garde est issu de l'Escadron de Cavalerie Légère de la Garde du Très Illustre et Excellent Vice-Roi de l'État, créé à Rio de Janeiro par décret royal du roi Joseph Ier du Portugal le 13 janvier 1765. L'unité était organisée sur le modèle des escadrons de dragons du Rio Grande do Sul, et comprenait des officiers de ces unités. L'escadron de la garde du Vice-Roi a été réorganisé par le prince régent Jean de Bragance futur Jean IV, le 13 mai 1808, lorsque la cour portugaise s'est installée au Brésil, fuyant l'invasion napoléonienne du Portugal, en tant que 1er régiment de cavalerie de l'armée,.

L'Indépendance ou la Mort (1888). Tableau de Pedro Américo représentant la proclamation de l'indépendance du Brésil par le prince-régent Pierre le 7 septembre 1822. Sa garde d'honneur l'acclame tandis que certains soldats jettent à terre leur brassard aux couleurs du Portugal

Avec l'indépendance du Brésil, proclamée le 7 septembre 1822 par le prince Pierre de Bragance futur Pierre Ier empereur du Brésil, et la création de l'empire du Brésil, l'unité devint la Garde d'honneur impériale entre 1822 et 1831 du fait de sa participation au cri d'Ipiranga,. Elle fut officiellement créée le 1er décembre 1822, près de trois mois après l'indépendance du Brésil. Le régiment avait pour fonction d'être une « unité de cavalerie d'élite directement rattachée à l'empereur, bénéficiant de plusieurs privilèges spéciaux, comme celui de rendre les honneurs militaires exclusivement à l'empereur et à la famille impériale »,. Le régiment perd son uniforme d'origine en 1831 au moment ou l'empereur Pierre 1er quitte le Brésil pour devenir roi de Portugal et la monté sur le trône du Brésil de son fils Pierre II. Sous le règne de Pierre II ils participent à la guerre de la Triple-Alliance. Avec l'avènement de la république en 1889, la República Velha le régiment perd sa fonction de garde trop associé au régime impérial.

### Retour au tradition du régiment
En 1911, le député et historien Gustavo Barroso entreprit de valoriser les traditions militaires du Brésil. Après avoir analysé la chronologie du 1er RCG, il soumit en 1917 un projet de loi à la Chambre des députés demandant l'autorisation de faire revivre les traditions du régiment.
Le Sénat brésilien a donné son approbation finale au projet de loi en 1927, et l' uniforme historique de la Garde d'honneur impériale a de nouveau été porté par l'unité lors du défilé commémorant le 7 septembre de la même année,.
A partir des années 1940 on surnomme le régiment dragon de l'indépendance (Dragões da Independência). La tradition du régiment veut que le colonel monte un cheval bai parfois Isabelle et que celui porte le numéro de matricule 6 cela rend hommage au maréchal Manuel Deodoro da Fonseca qui lors de la proclamation de la république montait un cheval bai dont le numéro de matricule était le numéro 6. Le colonel reçois aussi le sabre du lieutenant Boa Vista, officier de la Garde impériale de Pierre 1er, le colonel se voit aussi remettre un plumet blanc celui de colonel au lieu de son plumet orange celui d'officier, les cavaliers ont eux un plumet rouge et les musiciens un plumet vert.

## Galerie

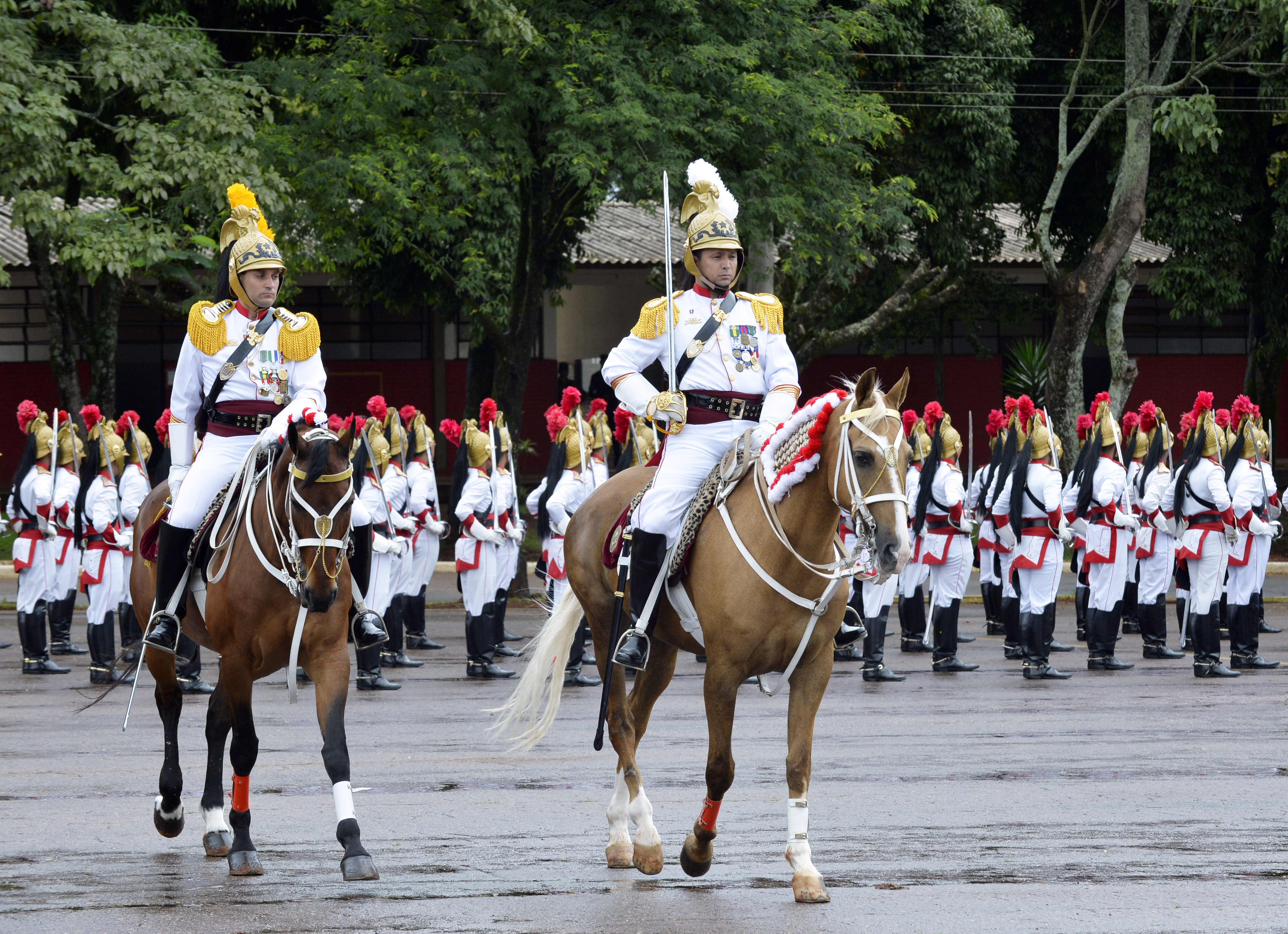
Officier supérieur à cheval au premier plan, officier derrière lui à cheval et dans le fond soldats à pied.
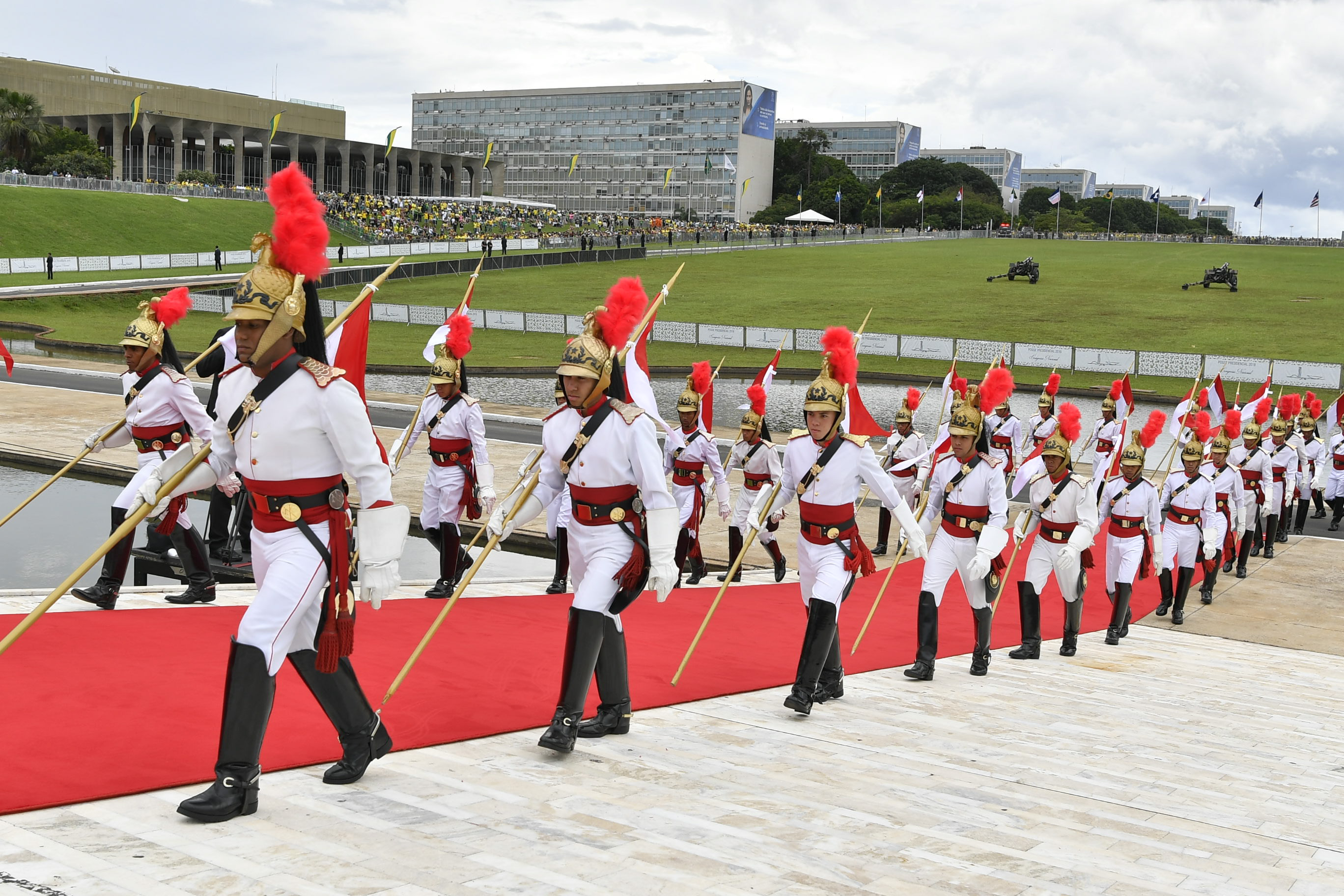
Dragon de l'indépendance en service d'honneur à pied.
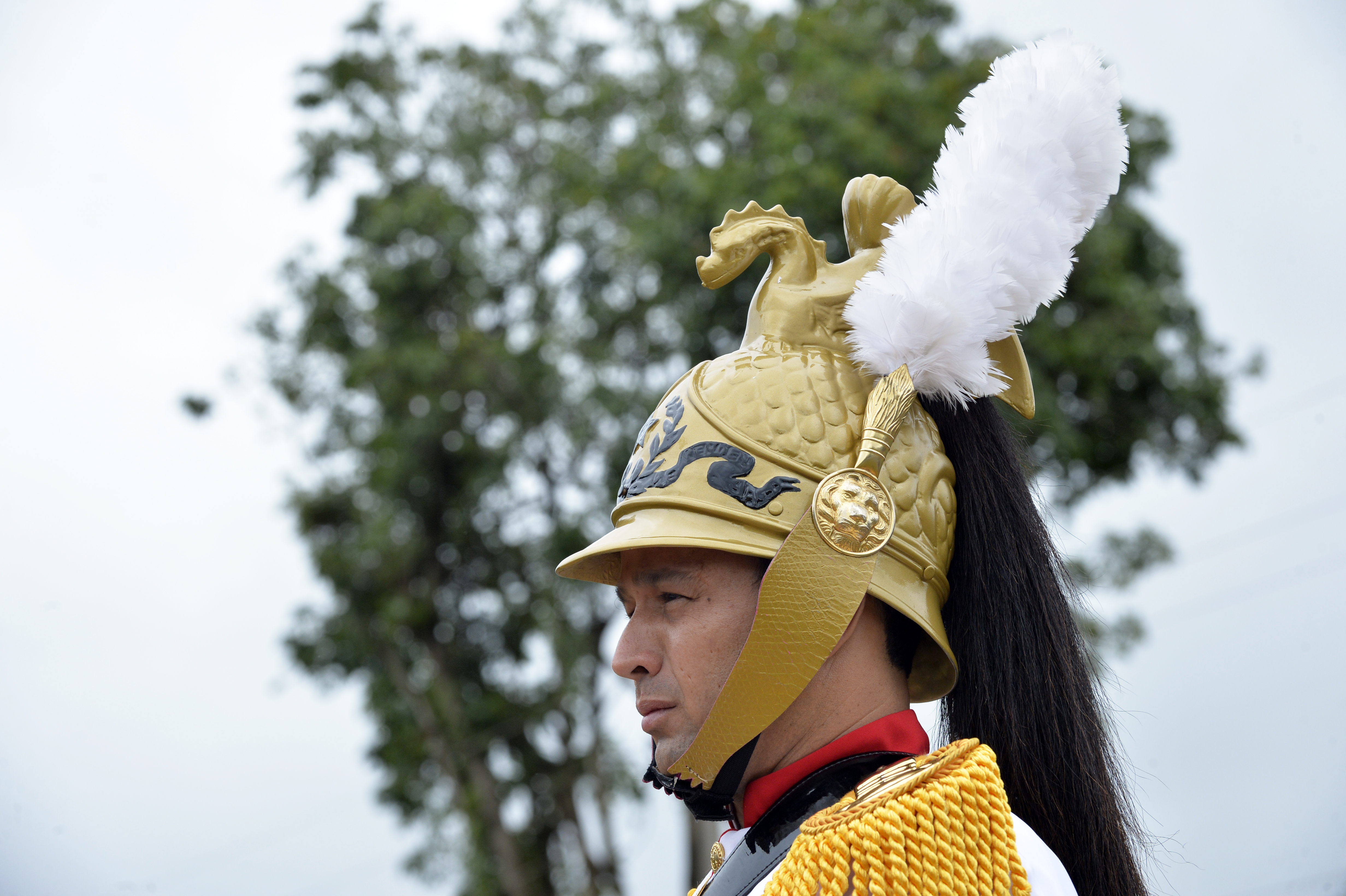
Détail du casque à la romaine surmonté d'un dragon en réalité une Wyverne symbole de Saint George saint-patron du Portugal hérité des armoiries impériales du Brésil.
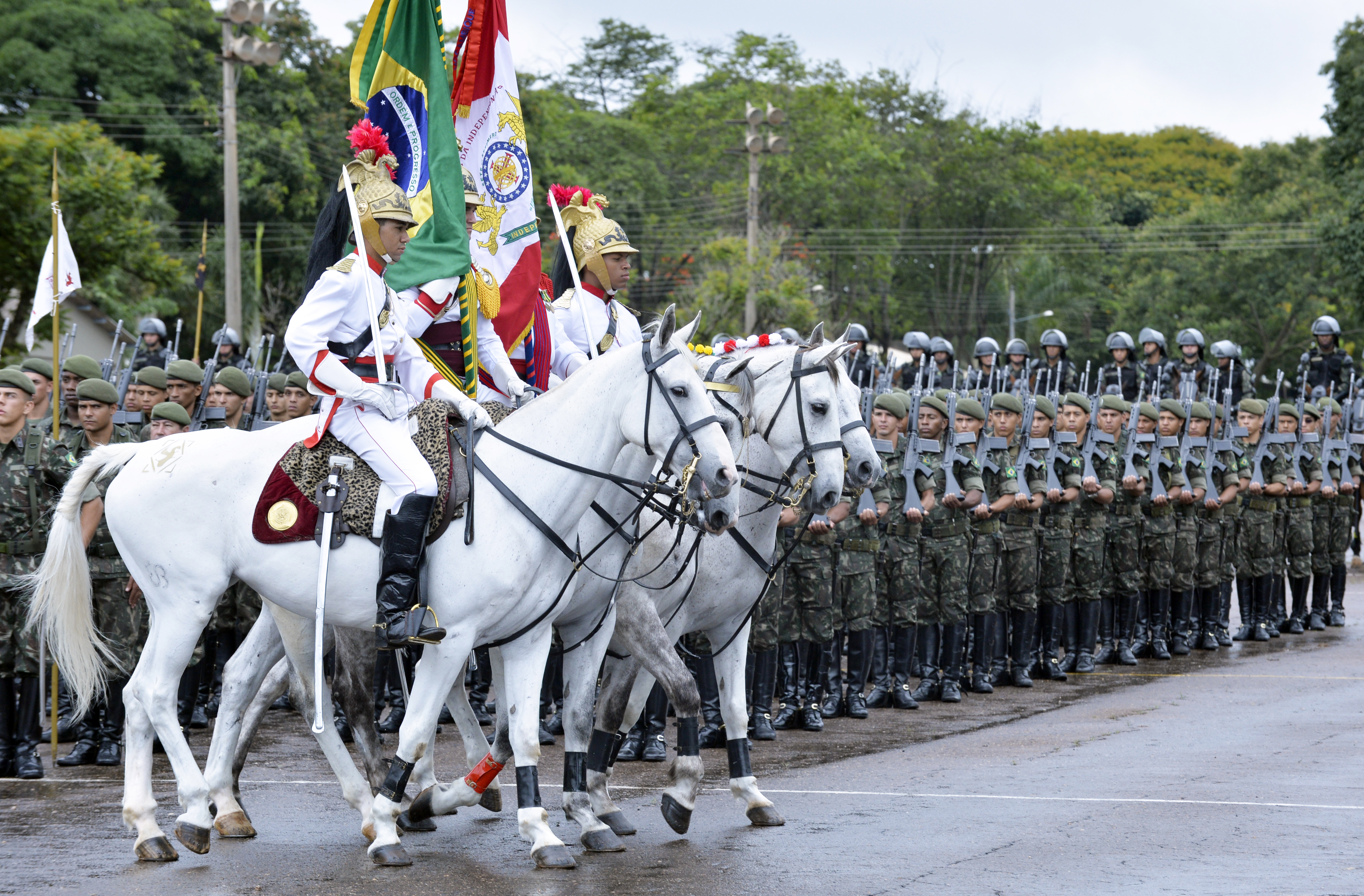
Portes-étandards du régiment lors de la cérémonie du passage du commandement.
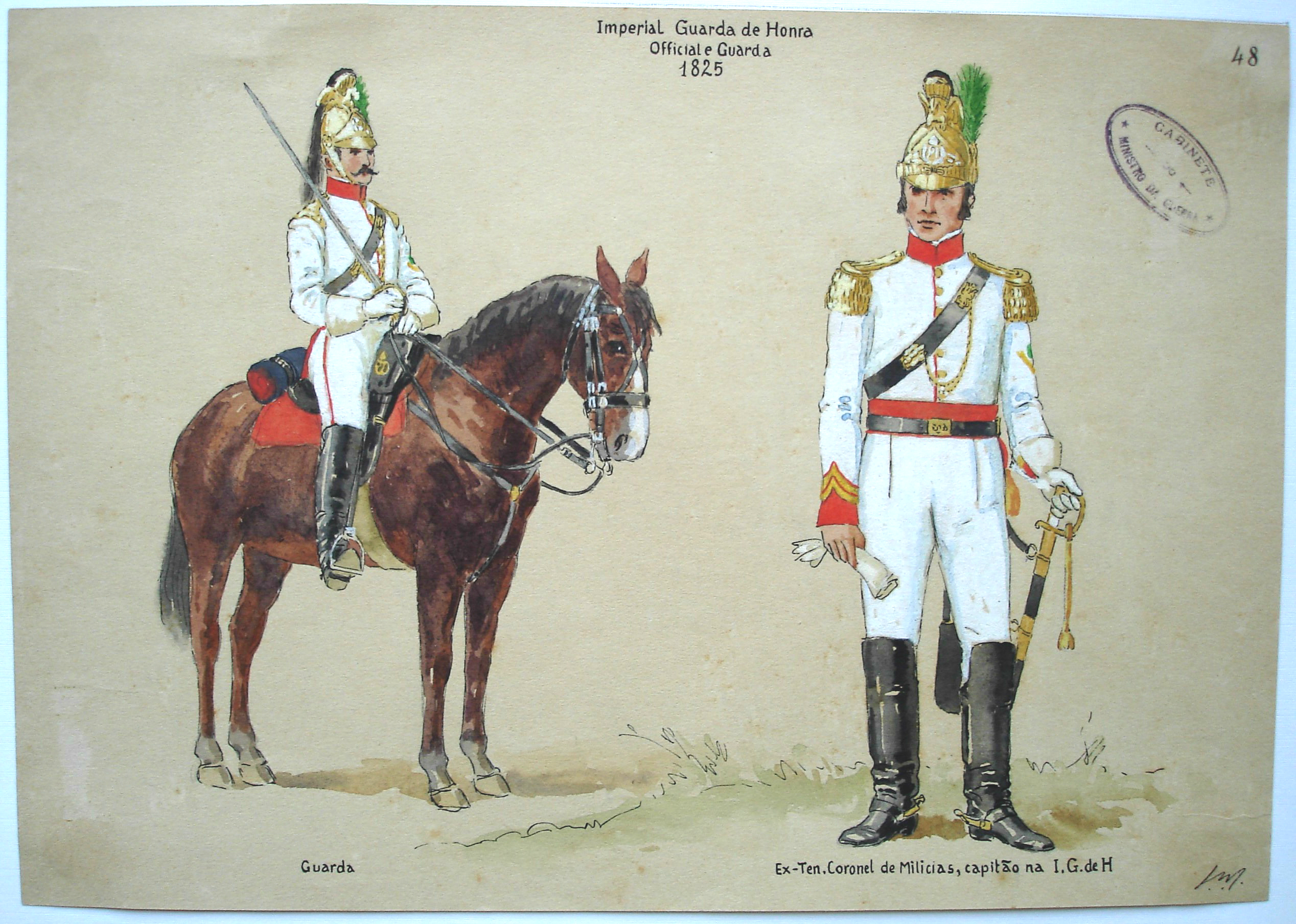
L'uniforme tel que porté en 1825.
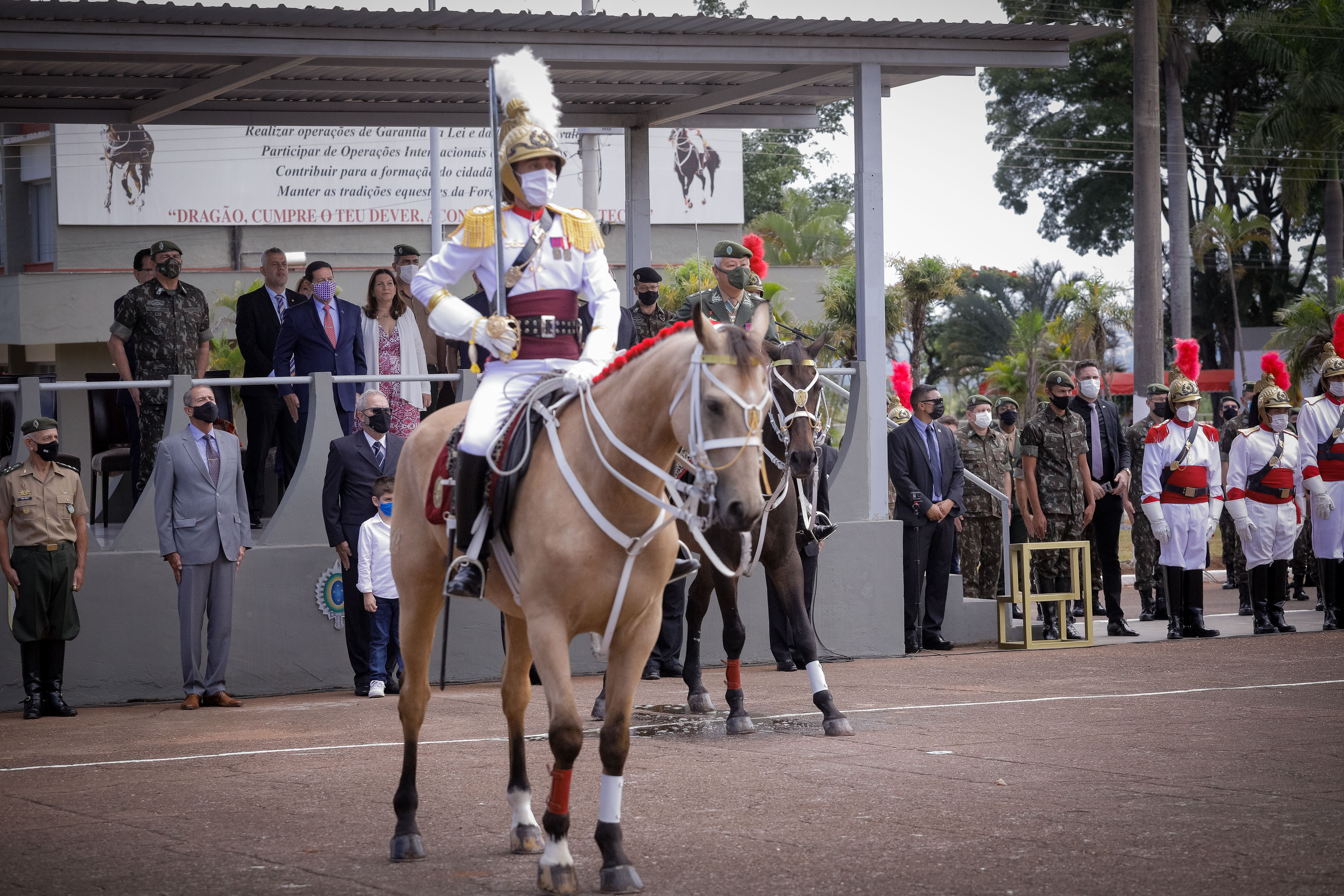
Intronisation du nouveau colonel du régiment en 2021.
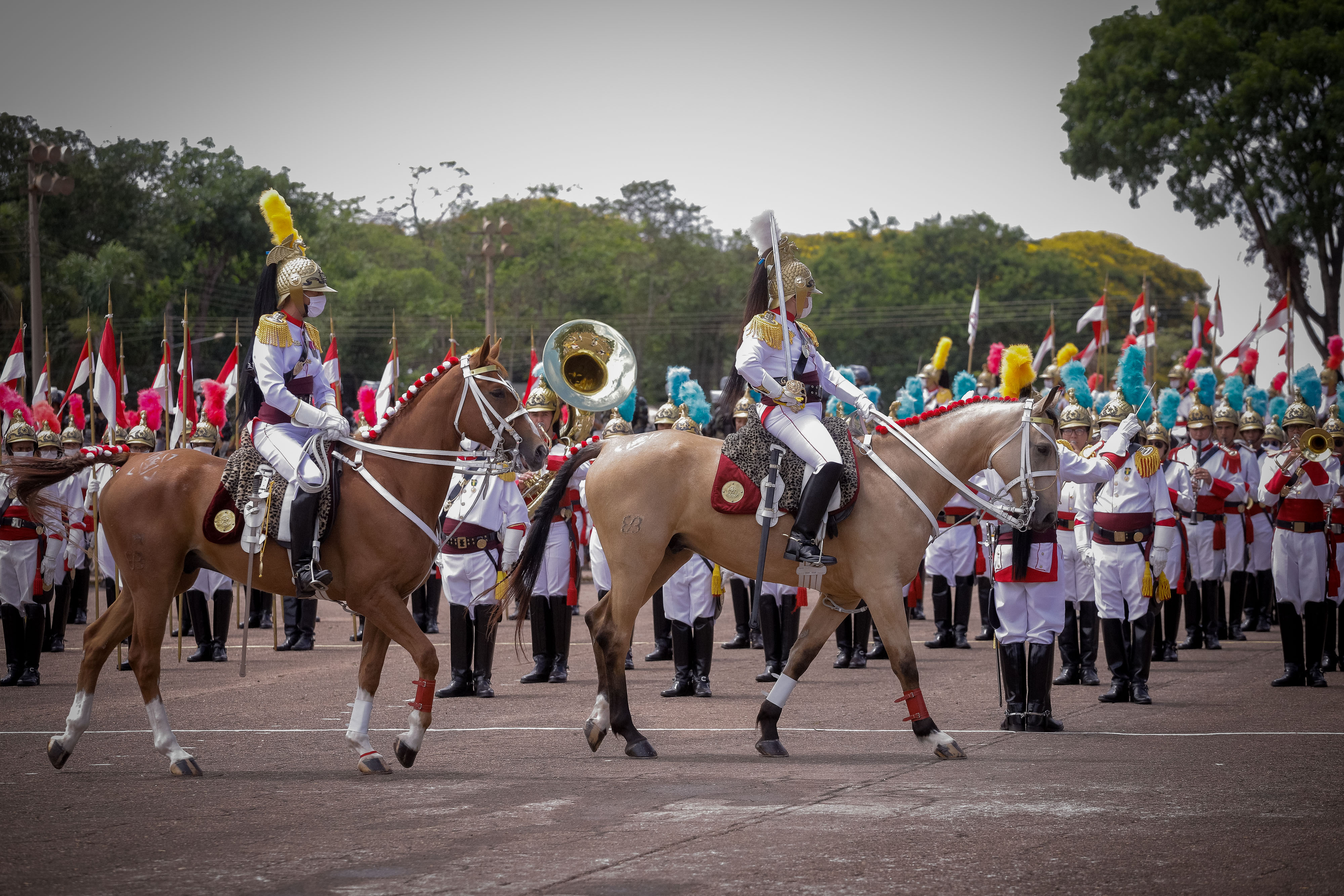
Passage en revue du colonel à cheval de soldats et de la musique du régiment.
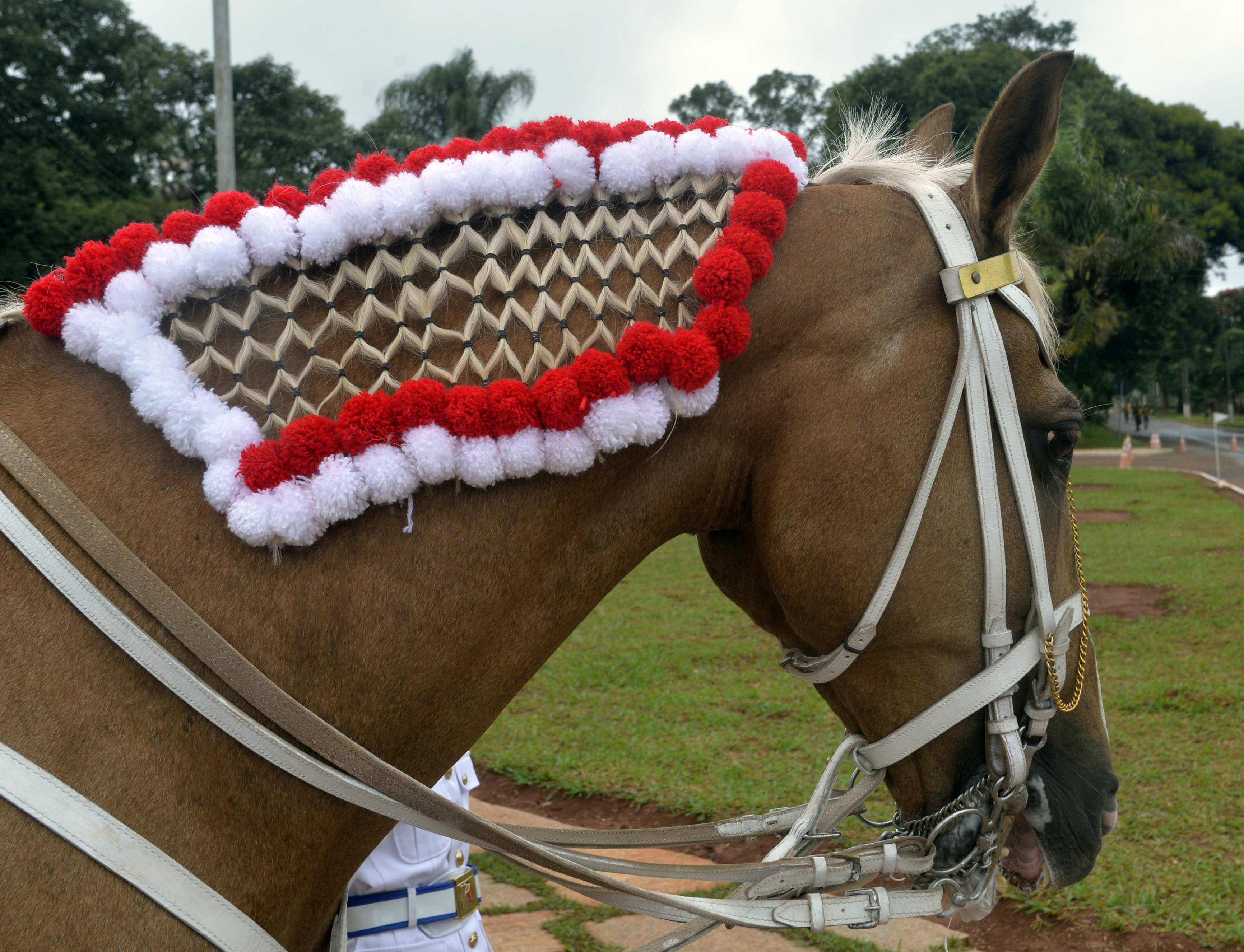
Détail de la tresse des chevaux pour les officiers.